# 千葉街道

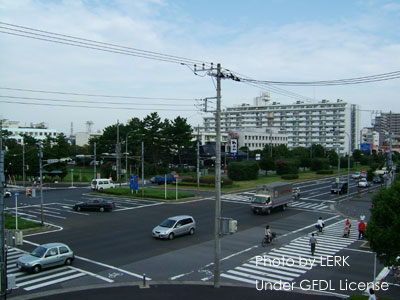
千葉市花見川区での千葉街道（2004年（平成16年）9月17日撮影）

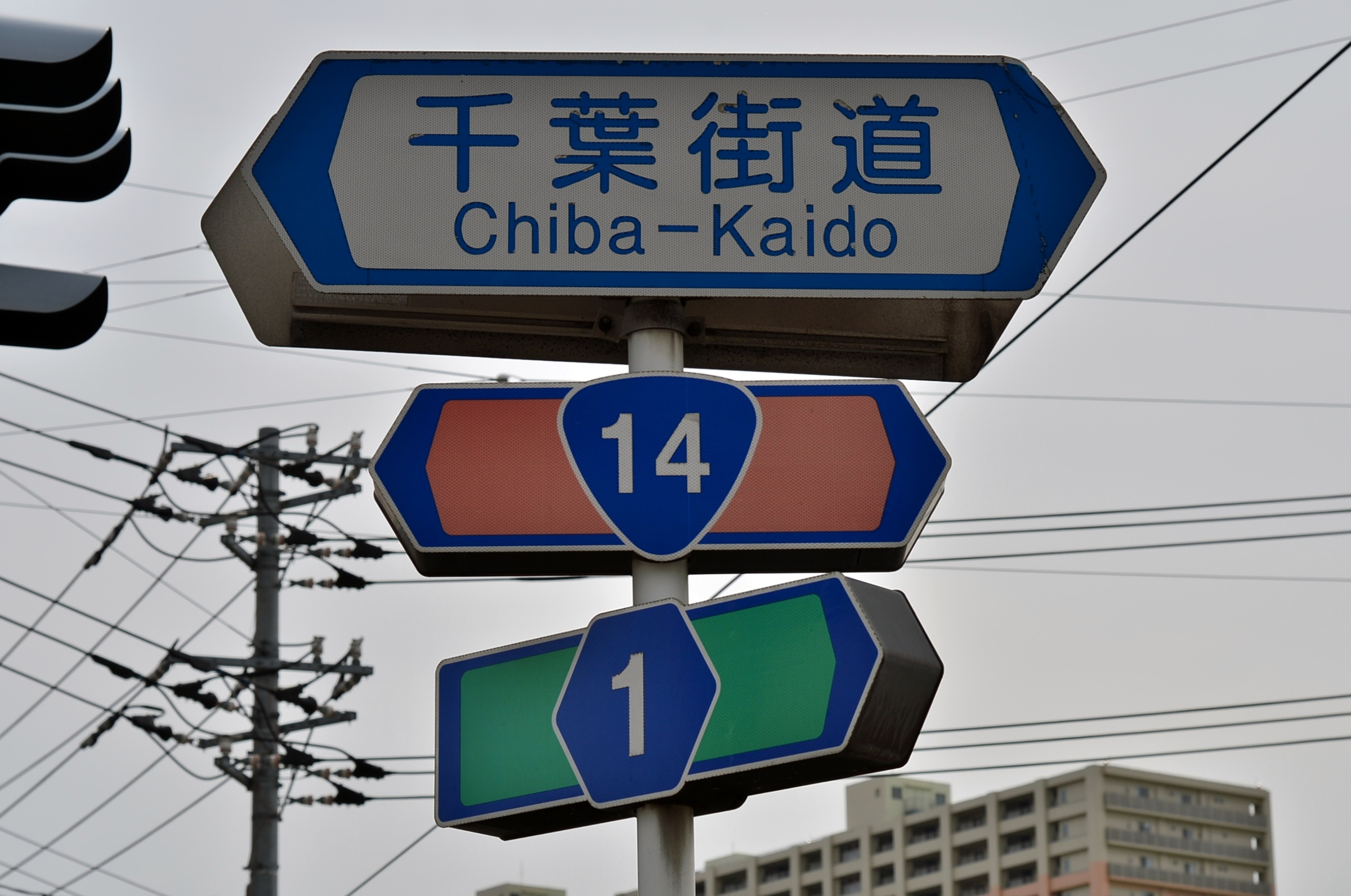
千葉街道の道路標識
千葉県市川市「市川広小路」交差点

千葉街道（ちばかいどう）は東京都江戸川区から千葉県千葉市中央区まで通じる街道である。かつての房総往還を踏襲している。

## 概要
千葉街道は国道14号（現道）の東京都通称道路名および千葉県道路愛称名である。かつては船橋の成田街道の分岐点から千葉までの街道を指し、「房総往還」や「上総道」、「江戸道」などとも呼ばれていた。「千葉街道」と呼ばれるようになったのは1873年（明治6年）に千葉市が県庁所在地になってからである。
起点から千葉県千葉市の幕張IC間での区間は、国土交通大臣による指定区間外区間であり、東京都・千葉県の管理となっている。

### 東京都通称道路名
- 起点：東京都江戸川区松島一丁目（東小松川交差点。京葉道路交点、船堀街道起点）[1]
- 終点：東京都江戸川区北小岩三丁目（市川橋。都県境）[1]

### 千葉県道路愛称名
- 起点：千葉県市川市市川三丁目（市川橋。都県境）[3]
- 終点：千葉県千葉市中央区中央二丁目（広小路交差点。国道14号終点・国道51号起点・国道126号交点）[3]